# Gælisk fodbold
Gælisk fodbold (engelsk: Gaelic football) er en form for fodbold, spillet hovedsagelig i Irland. Sammen med hurling er det den mest populære sport i Irland. Spillet har historie helt tilbage til 1537, men det moderne spil kendes fra 1887.
Græsbanen er rektangulær, ca. 135-140 meter lang, og ca. 80-90 meter bred. Der er H-formede målstænger i hver ende med et net i den nederste sektion. Linjen er markeret med 13m, 20m og 45m mellem hver dødlinje.
Holdene består af 15 spillere en målmand, tre Full-Backs, tre Half-Backs, to Midfielder, tre Half-Forwards og tre Full-Forwards. I løbet af spillet er der tilladt 5 udvekslinger. I tilfælde af en forlængelse, er yderligere tre udvekslinger tilladt. I National League spillene eller andre såkaldte Inter-County-mesterskaber er spilletiden 2×35 minutter. Ellers er den normale spilletid i reglen 2×30 minutter. Pausen kan vare fra 15 til 10 minutter. I tilfælde af en spilletidsforlængelse, varer den ekstra spilletid 2×10 minutter.
Dommeren starter spillet ved at kaste en bold ind på midterlinjen. Derved må alle, undtagen to spillere fra hvert hold befinde sig bag 45-meter-linjen.
Selvom spillet hedder fodbold, er det tilladt at spille med alle kropsdele. Ganske vist er det ikke tilladt at hente bolden på jorden med hånden. Undtagelse: Målmanden i sit eget målområde. En spiller må kun med bolden i hånden lave fire skridt. Det er kun tilladt at holde bolden i 4 sekunder (den tid man bruger til at lave 4 skridt).
En populær måde at føre bolden på, er den såkaldte Toe-Tapping. Derved bliver bolden i løb, efter maksimalt 4 skridt, igen spillet fra foden til hånden. Det er også tilladt som i håndbold og basketbold at kaste bolden mod jorden. En spiller som har bolden har lov til en gang at veksle bolden mellem hænderne. Ved vekslingen må begge hænder samtidig berøre bolden, og må derved ikke kastes til den anden hånd. Efter hvert tilbagekast f.eks. Toe-Tapping er det tilladt en fornyet veksel med hånden.
Man må med alle kropsdele videre give bolden. Ved et såkaldt Handpass må man med knytnæven eller den åbne hånd slå til bolden. Derved må det være tydeligt at se en slagbevægelse. Det er ikke tilladt at kaste bolden.
Efter en forseelse fortsættes spillet med et frispark, kaldt Free-Kick. Frisparket udføres på stedet hvor forseelsen er lavet. Laves der en forseelse i målområdet, gives der en Penalty-Kick fra midtpunktet af 13-meter-linjen. Derved må kun målmanden fra det andet hold stå på mållinjen. Alle andre spillere skal stå bag 20-meter-linjen. Med undtagelse af frispark fra modstandernes 13-meter-linje og Penalty-Kicket, må alle frikast også udføres med hånden.
Spillet fortsættes med en såkaldt Kick-out, når det ene hold har fået et mål eller et pointhat (fra 20-meter-linjen) eller hvis det angribende hold spiller bolden i mål fra målområdet. Derved skal bolden ligge på jorden.
Bliver bolden af det forsvarende hold spillet bag baglinjen, får det angribende hold et Free-Kick (fra jorden) fra 45-meter-linjen. Spiller et hold bolden udover sidelinjen, får det andet hold et hånd Free-Kick fra stedet hvor bolden har forladt banen. .
Svære forseelser kan være, at slå en anden spiller med armen, hånden, benet og hovedet. Lettere forseelser er at fastholde, skubbe, springe frem imod eller med hånd eller ben få modstanderen til at falde. En spiller kan efter to advarsler udvises. Ved en svær forseelse kan spilleren udvises omgående. En der er udvist kan ikke erstattes af en anden spiller.

## Mål og point
Der er mål når bolden er over mållinjen, under tværstangen og når den er mellem målstolperne. Et point er opnået, hvis bolden er over tværstangen og mellem målstolperne. Et mål giver 3 point. Mål og point kan også opnås ved scoring med hånden hvis bolden befinder sig i luften. Det er ikke tilladt at bære eller kaste bolden over mållinjen. Mål og point angives adskilt. Hvis man læser følgende slutresultat: Kerry 2-12 Dublin 0-15, betyder det, at Kerry vinder med 18 point, Dublin har kun 15 point. Kerry 2 mål (= 6 point) og 12 point og så videre Dublin 15 point.

## Dommeren
Spillet leds af en dommer som understøttes af 2 linjevogtere og 4 såkaldte Umpires (måldommere). De er klædt i hvide kitler og står ved hver side af målet. Men den endelige afgørelse er dommerens. Måldommerne angiver et point ved at hæve et hvidt flag og et mål ved at hæve et grønt flag. Et 45-meter-frispark angives ved at at hæve en arm. Ved et fejlforsøg (wide) hæves armene krydset over hovedet. Linjedommernes hovedopgave er at angive med flag, hvornår og på hvilket sted bolden har forladt banen og hvad for et hold der igen må bringe bolden i spil.

## Historie
Første gang i Irland hører om et spil med navnet Football er i 1527 i Galway. På grund af den strenge Sunday Observance Act fra 1695 blev spillet forbudt om søndagen. 
Der findes flere henvisninger til football-kampe fra det 17. og det 18. århundrede.
I den første halvdel af det 19. århundrede var der i Kerry en variant af football var Caid som var meget populær. Der var to forskellige spillemåder. Field Caid blev spillet på en afgrænset bane. Målene blev markeret med grene. Ved Cross-country Caid drejede det sig om få bolden over grænsen til modstandernes kommune. Kampen foregik for det meste efter kirkegangen om søndagen og kunne vare hele dagen.
I 1860erne og 1870erne blev det populært i Irland at spille Rugby og football efter faste regler. I den samme periode blev Caid afløst af spillet rough-and-tumble-game. Som navnet antyder, var der ingen regler og næsten alt var tilladt, for at få modstanderen til at falde eller for at få fat i bolden.
Med grundlæggelsen i 1884 af Gaelic Athletic Association (GAA) endte tiden med de vilde fodboldkampe. De første faste regler for gælisk fodbold blev formuleret og er i nutiden basis for det nuværende spil. Den først kamp efter disse regler fandt sted den 15. februar 1885 i
Callan. De nye regler og forbundet sørgede for at spillet bredte sig over hele Irland.

## Konkurrence
Gælisk fodbold er stadig en sport for amatører. Der er næsten i alle Irlands byer en forening, hvor man kan udøve spillet. På et lavere plan bliver der normalt kun spillet om et County-mesterskab. Mesterskaberne er organiseret efter alder og spillestyrke:
- Senior: de stærkeste voksenhold
- Junior: de svagere voksenhold, mest fra mindre byer
- Under-21: Spillere under 21 år
- Minor: Spillere under 18 år
- Underage: Spillere under 16 år

På det nationale plan er holdene organiseret efter det gamle irske County-System. På trods af at Irland blev delt i 1921, deltager også hold fra Nordirland i Gaelic Football-mesterskaberne. Irske hold fra London og New York er også repræsenteret. Hvert County stiller med et udvalgt hold med de bedste spillere fra foreningerne.
Den vigtigste konkurrence er All-Ireland Senior Football Championship, som spilles fra maj til september. Først spilles der på lokalt plan i de fire historiske provinser Leinster, Munster, Ulster og Connacht.
Foruden All-Ireland Championship har der siden 1927 eksisteret National Football League, der altid spilled om foråret. Ligaen er opdelt i 1. Division og 2. Division.

## All-Ireland Final
Mesterskabslutspillene kaldes All-Ireland Final. Det finder altid sted den tredje søndag i september i Croke Park i Dublin. Til finalen er der ofte over 80.000 tilskuere.